# ALTAR Games
ALTAR Games (do ledna 2006 ALTAR Interactive; poté byla s.r.o. přejmenována Ultimate Games, ale značka Altar se změněným přídomkem zůstala navenek zachována) bylo studio vyvíjející počítačové hry. Jeho hry byly Fish Fillets a Fish Fillets II, realtimová strategie Original War a asi nejznámější trilogie UFO: Aftermath, UFO: Aftershock a UFO: Afterlight vycházející ze série X-COM. Později studio spolupracovalo na Arma 2.
Historie Altar Interactive sahá do roku 1996, kdy se Martin Klíma z nakladatelství Altar dohodl s Vladimírem Chvátilem a Radimem Křivánkem na vývoji komerční verze jejich hry Fish Fillets, inspirované hrou Thunderbirds pro osmibitové počítače Sinclair ZX Spectrum. Ta vyšla v roce 1997; roku 1999 byl další vývoj počítačových her převeden na nově založenou společnost Altar Interactive.
V roce 2005 Altar spolu s Black Element Software vstoupily do servisního sdružení IDEA Games vedeného Bohemia Interactive Studio.
Dne 30. září 2010 byly Altar, Black Element a později přistoupivší Centauri Production začleněny do Bohemia Interactive. Značka tak zanikla a studio dále fungovalo jako brněnská pobočka BI.[zdroj?]

## Hry

### Altar Interactive
- 1997 – Fish Fillets
- 2001 – Original War
- 2003 – UFO: Aftermath
- 2005 – UFO: Aftershock

### Altar Games
- 2007 – UFO: Afterlight
- 2007 – Fish Fillets II
- 2009 – Arma 2

### Brněnská pobočka Bohemia Interactive Studio
- 2013 – Arma 3
- 2019 – Vigor